# Quận Tate, Mississippi
Quận Tate là một quận thuộc tiểu bang Mississippi, Hoa Kỳ.
Quận này được đặt tên theo một trong những người định cư đầu tiên, Thomas Simpson Tate. Theo điều tra dân số của Cục điều tra dân số Hoa Kỳ năm 2000, quận có dân số 25.370 người. Quận lỵ đóng ở Senatobia6.

## Địa lý
Theo Cục điều tra dân số Hoa Kỳ, quận có diện tích 1064 km2, trong đó có 17 km2 là diện tích mặt nước.

### Các xa lộ chính
- Interstate 55
- U.S. Highway 51
- Mississippi Highway 3
- Mississippi Highway 4
- Mississippi Scenic Highway 304
- Mississippi Highway 305
- Mississippi Highway 306
- Mississippi Highway 740

### Quận giáp ranh
- Quận DeSoto (bắc)
- Quận Marshall (đông)
- Quận Lafayette (đông nam)
- Quận Panola (nam)
- Quận Tunica (tây)